# Октябрьское (Панфиловский район)
Октябрьское (кирг. Октябрь) — село в Панфиловском районе Чуйской области Кыргызстана. Входит в состав Первомайского аильного округа. Код СОАТЕ — 41708 219 855 03 0.

## География
Село расположено в северо-западной части области, вблизи государственной границы с Казахстаном, севернее Большого Чуйского канала, на расстоянии приблизительно 13 километров (по прямой) к северо-западу от города Каинды, административного центра района. Абсолютная высота — 764 метра над уровнем моря.

## Население
| год     | 2009 | 2014 | 2015 |
| ------- | ---- | ---- | ---- |
| человек | 1160 | 1378 | 1342 |